# Riddlesden
Riddlesden est un village de la banlieue de Keighley dans le comté du Yorkshire de l'Ouest et dans la vallée de l'Airedale, en Angleterre.

## Situation
Riddlesden est situé sur le canal Leeds-Liverpool à une hauteur de 110 mètres au-dessus du niveau de la mer.
Riddlesden se trouve sur la B6265 road (en).

## Histoire
Riddlesden est mentionné dans le Domesday Book comme appartenant à Guillaume le Conquérant et situé dans le wapentake du Skyrack (en).
Le manoir de Riddlesden, qui comprend les deux maisons (East et West Riddlesden Halls), était le lieu d'élevage de la génisse d'Airedale, une vache lourde légendaire dont la stature est similaire à la Craven Heifer (en). Un pub appelé Airedale Heifer est situé à Sandbeds, juste à l'est.

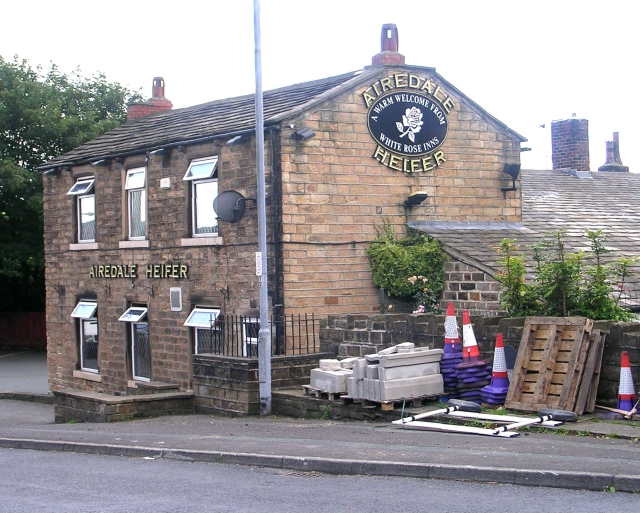
Le pub Airedale Heifer, qui porte le nom d'une vache légendaire
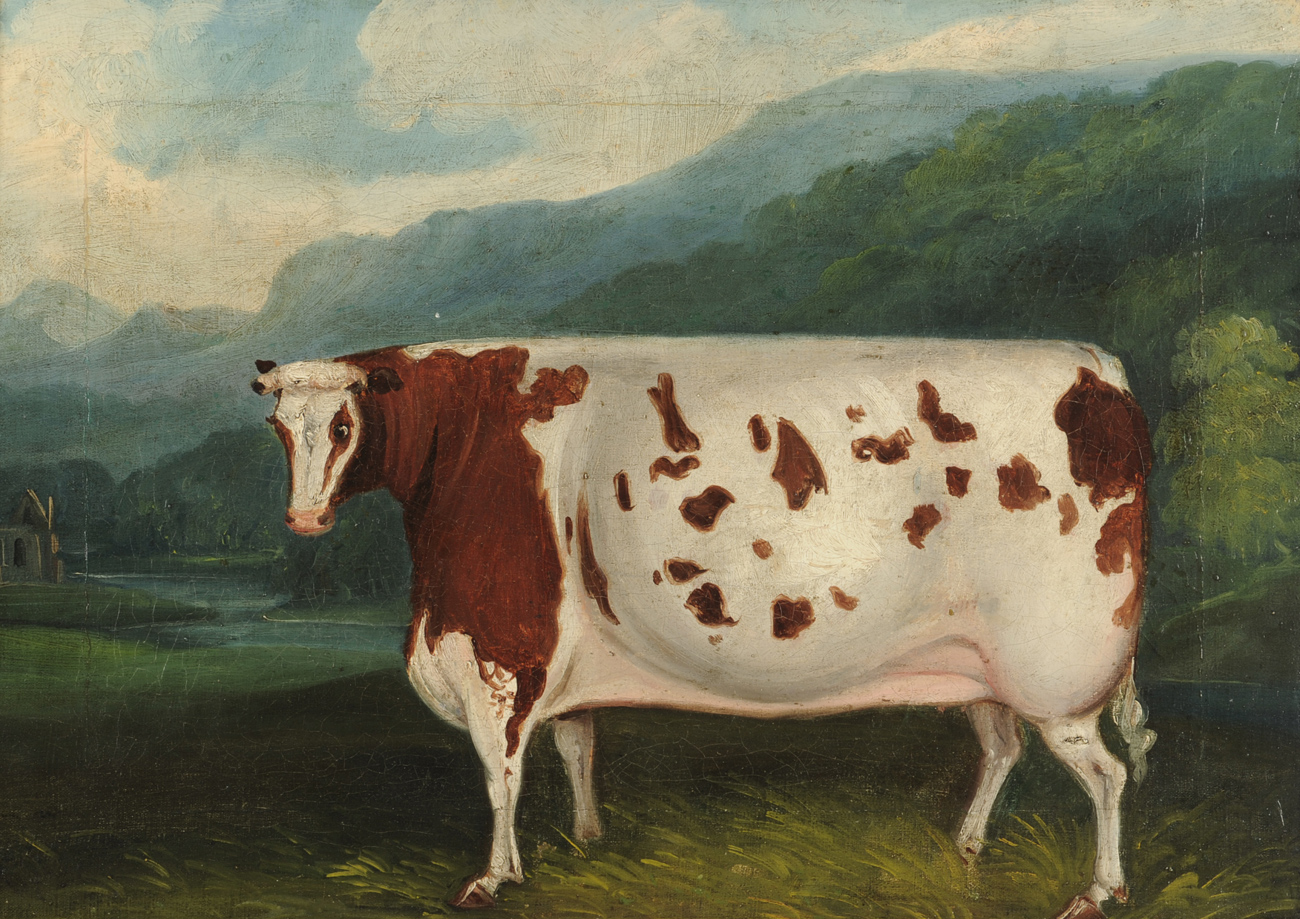
La Craven Heifer (en), légendaire pour son poids et comparable à la Airedale Heifer. Artiste inconnu, 1811.

## Étymologie
Le nom du village apparaît tout au long de l'histoire comme Redlesden et Redelesden et dérive du nom d'une vallée boisée (ou ferme) de Rœd ou Redwulf,.

## Politique et administration
Le village faisait historiquement partie de la paroisse de Bingley, mais il fait actuellement partie de la paroisse civile de Keighley. Il y a eu des propositions en 2010 et 2012 pour que Riddlesden ait une paroisse séparée qui inclut les villages voisins de Stockbridge et Sandbeds. La paroisse ecclésiastique est connue sous le nom de Riddlesden St Mary, qui est le nom de l'église du village. Le diocèse de Leeds estime que la paroisse ecclésiastique a une population de 4 500 habitants. Le village se trouve dans le quartier de Keighley East aux fins des données du recensement.

## Lieux d'intérêt
- East Riddlesden Hall (en), qui est sous la protection du National Trust. Il possède une grange dîmière médiévale.

L'East Riddlesden Hall
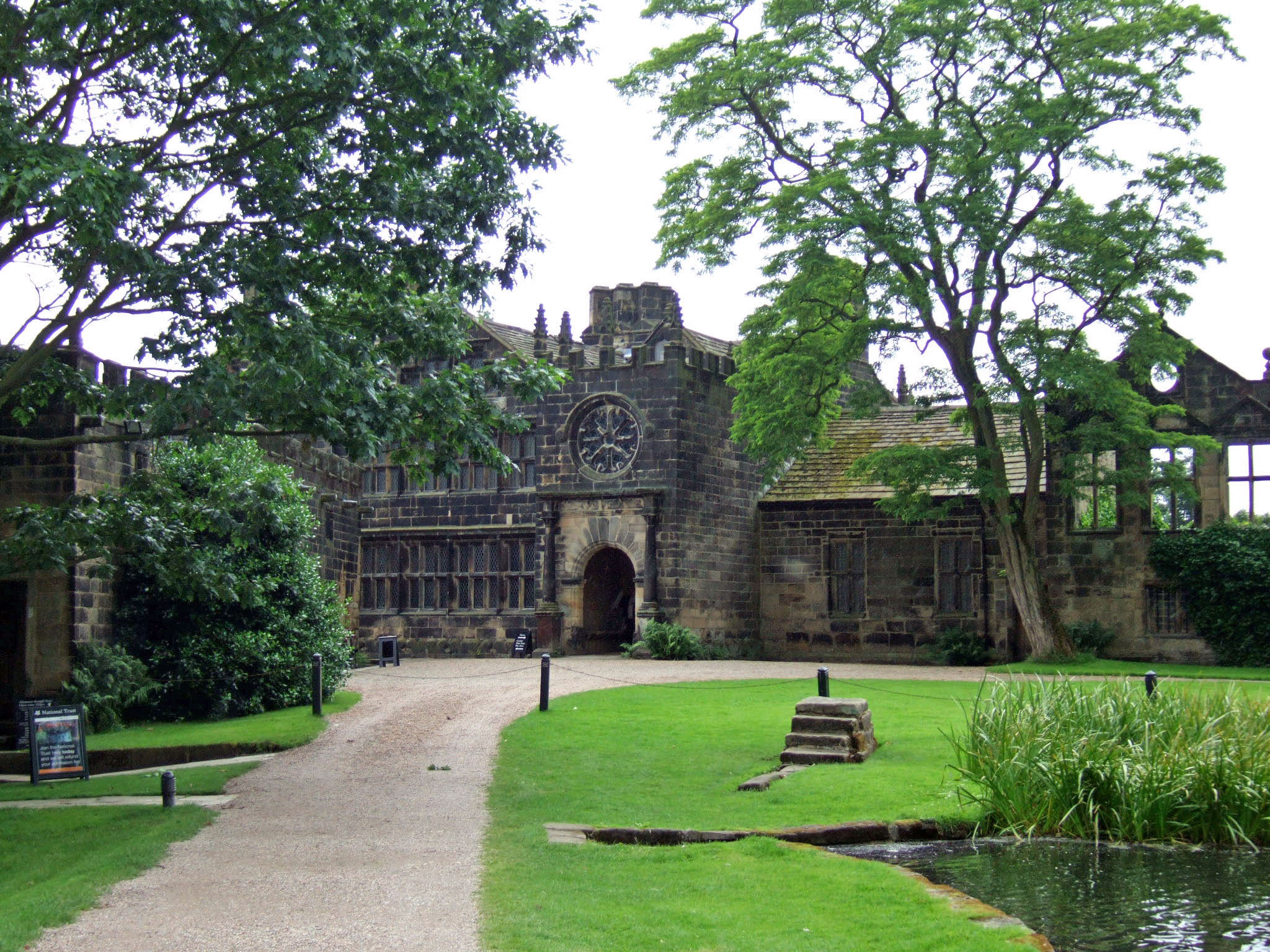
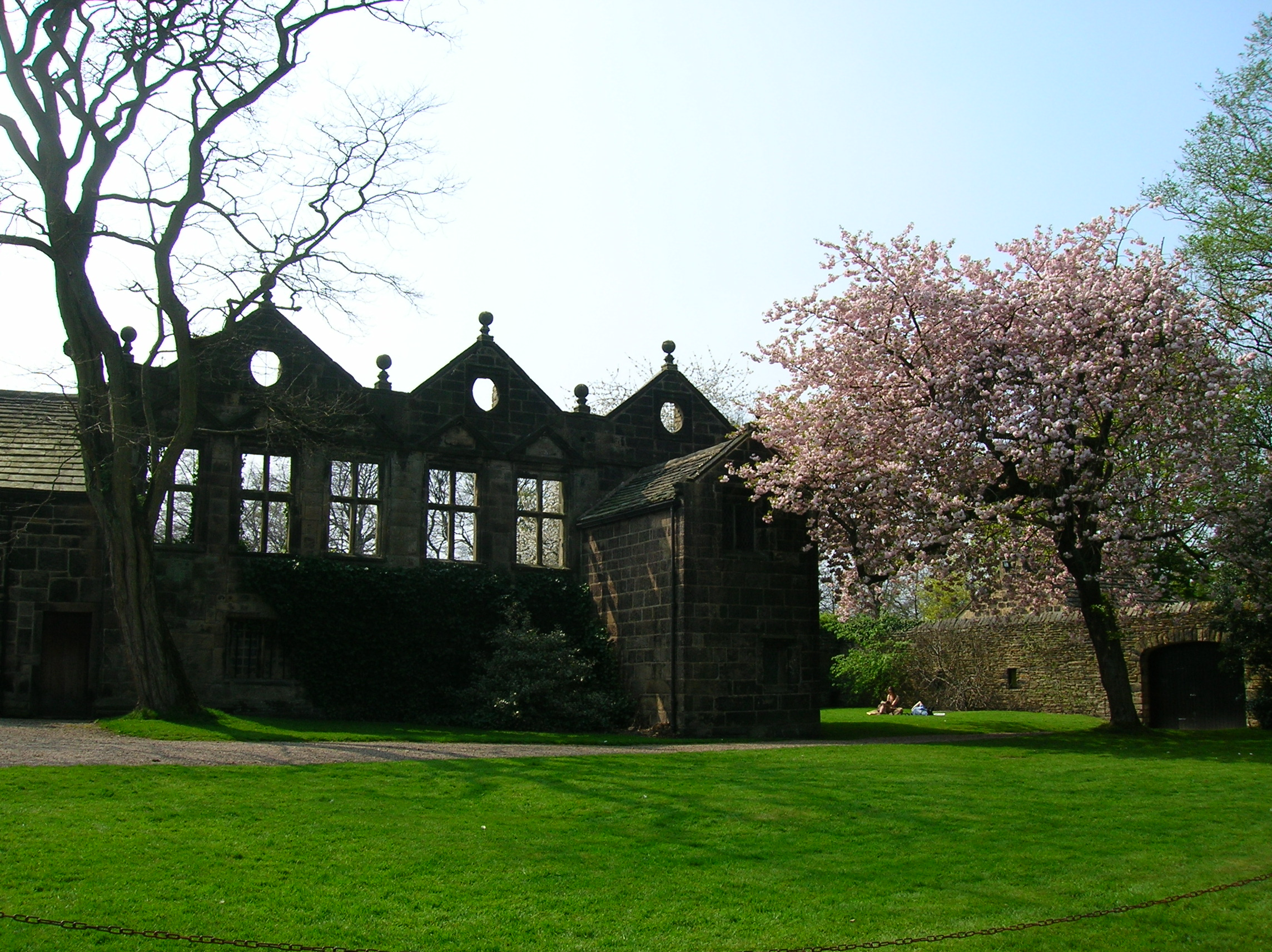
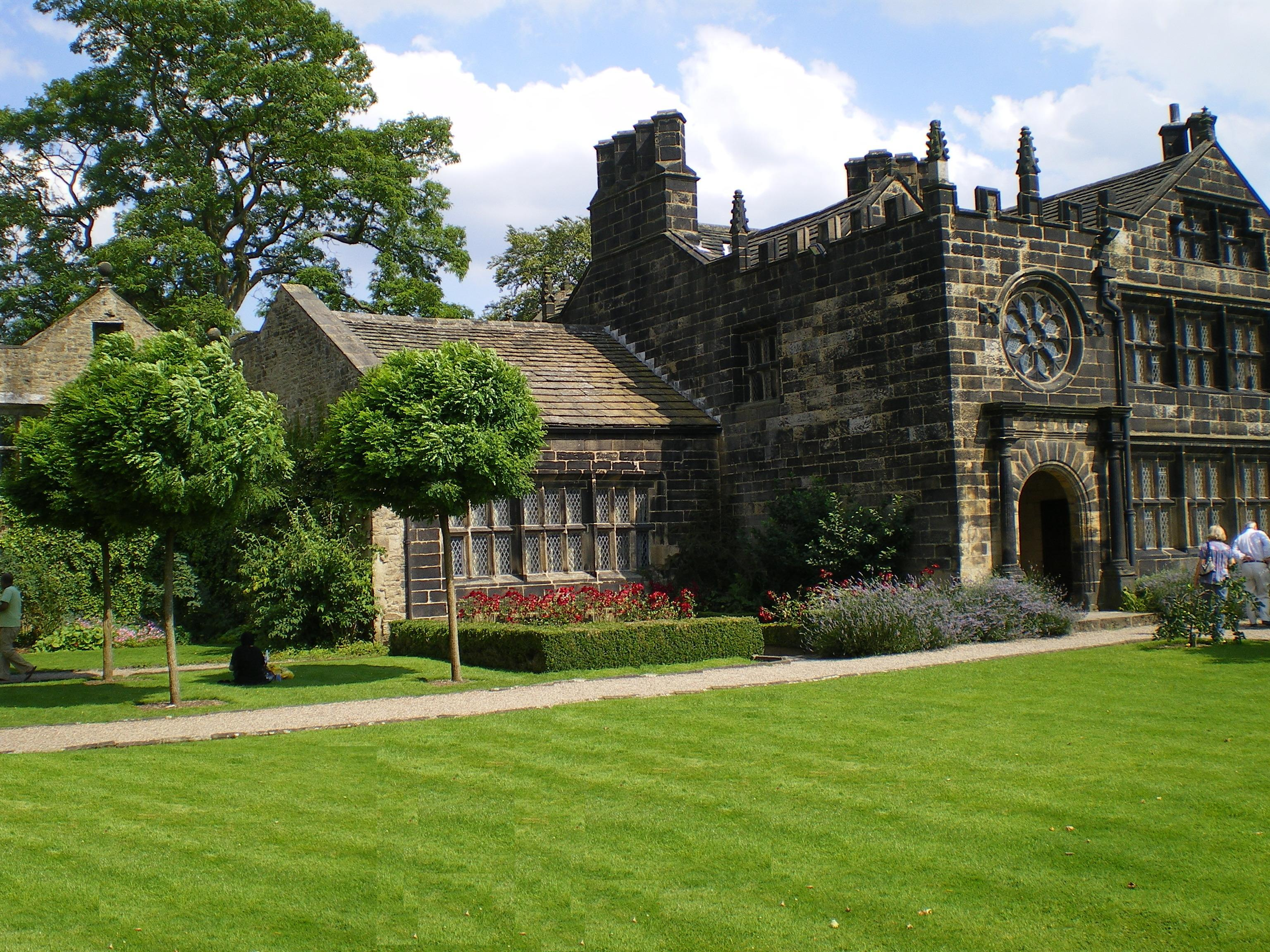
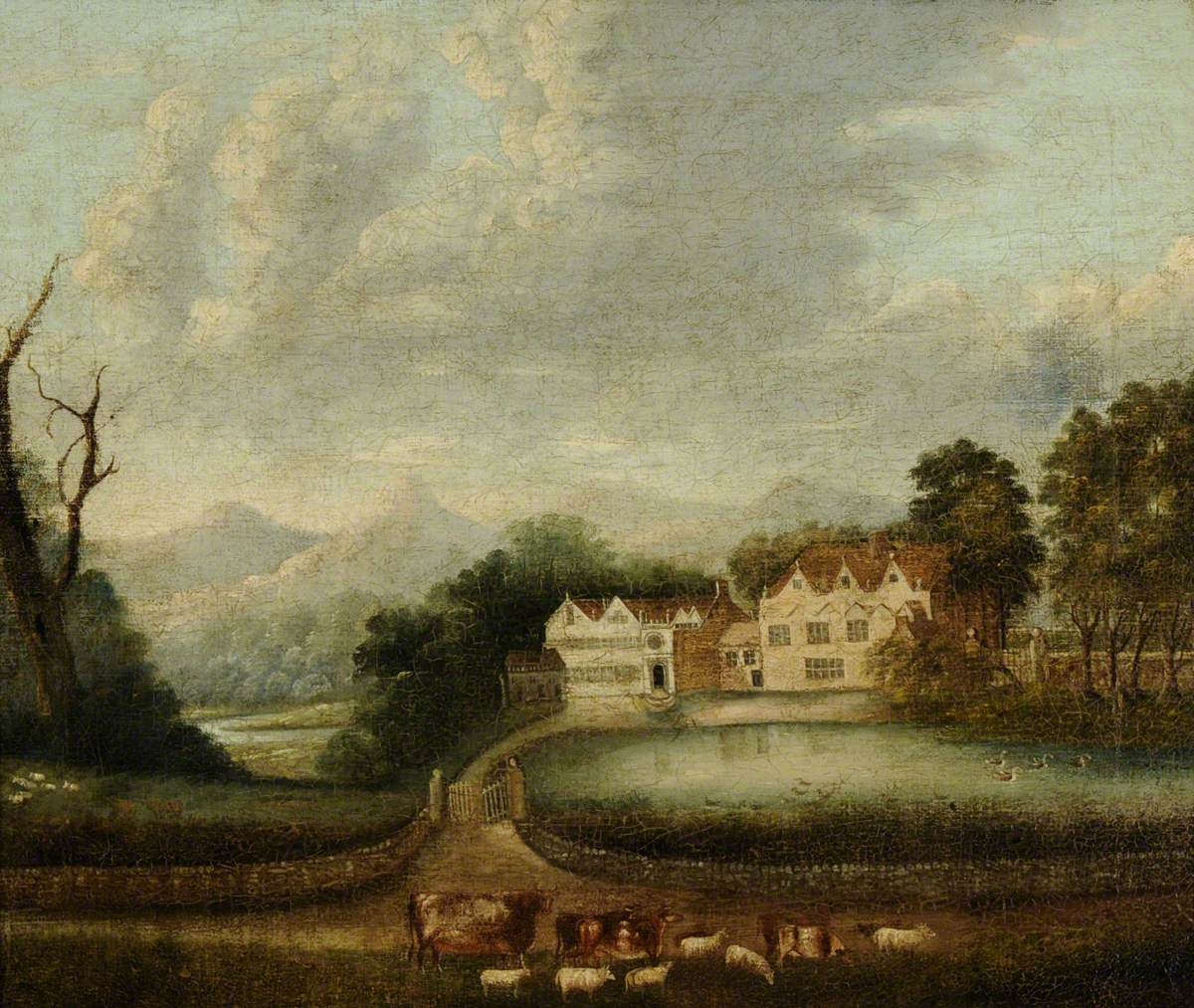
Vers 1830-1840

Autres lieux d'intérêt
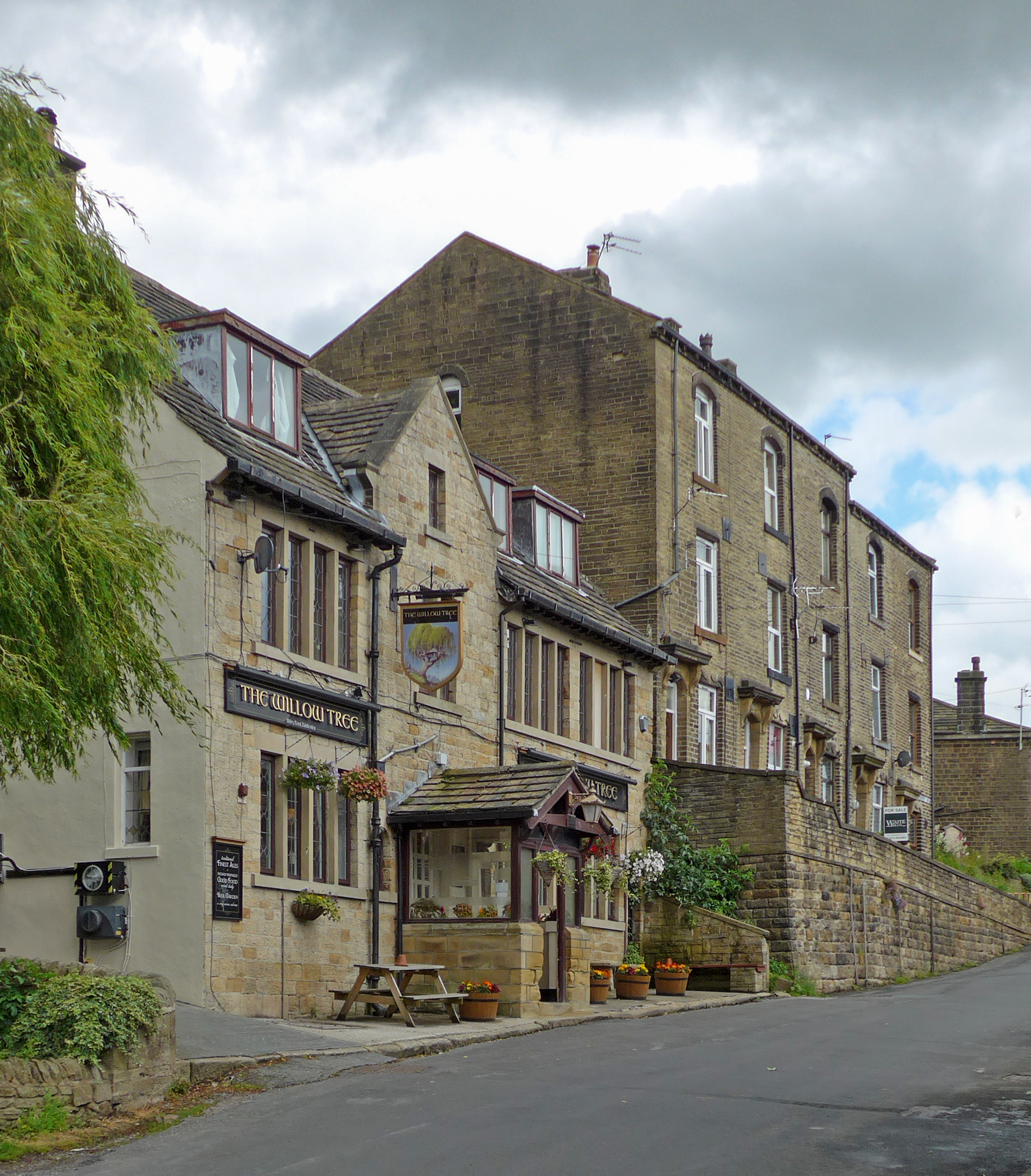
Le Willow Tree